# 我们从古田再出发
《我们从古田再出发》是中华人民共和国的一首红色歌曲，由栾凯作曲，王晓岭作词。
2014年10月，习近平召开“新时期古田工作会议”。次月，王晓岭动身前往古田考察，看到当地用红色大字摆出的“古田会议永放光芒”之后受到感触，半个月后完成歌词创作。歌词开宗明义地宣誓了军队的信条。济南市亦有参与歌曲的创作。2015年的九三阅兵上，此歌曲的军乐版本在空军编队掠过时奏响，成为阅兵的压轴歌曲。
《我们从古田再出发》获得第十四届精神文明建设“五个一工程”奖，是10首入选的歌曲之一；以及济南市第十一届精神文明建设“文艺精品工程”特别奖，和2015年“全军军旅歌曲创作征集评选活动”一等奖的第一名。歌曲也入选“庆祝中华人民共和国成立70周年优秀歌曲100首”。